# Olèrdola
Olèrdola – gmina w Hiszpanii, w prowincji Barcelona, w Katalonii, o powierzchni 30,08 km². W 2011 roku gmina liczyła 3621 mieszkańców. Leży po północnej stronie masywu Garraf, a najwyższym punktem gminy jest Puig de l'Àliga na 468 metrze.